# Elements del període 3
Un element del període 3 és un dels elements químics de la tercera filera (o període) de la taula periòdica dels elements.
Aquests són:
| Grup     | 1     | 2     | 3 | 4 | 5 | 6 | 7 | 8 | 9 | 10 | 11 | 12 | 13    | 14    | 15   | 16   | 17    | 18    |
| # Nom    | 11 Na | 12 Mg |   |   |   |   |   |   |   |    |    |    | 13 Al | 14 Si | 15 P | 16 S | 17 Cl | 18 Ar |
| e--conf. |       |       |   |   |   |   |   |   |   |    |    |    |       |       |      |      |       |       |

| Metalls alcalins | Alcalinoterris | Lantanoides | Actinoides | Metalls de transició |
| Altres metalls   | Metal·loides   | No metalls  | Halògens   | Gasos nobles         |

Tots els elements del període tres es produeixen a la natura i tenen almenys un isòtop estable. Tots, excepte l'argó, gas noble, són essencials per a la biologia i la geologia bàsica.
- El sodi (Na) és un metall alcalí. És present als oceans de la Terra en grans quantitats en forma de clorur de sodi (sal de taula).
- El magnesi (Mg) és un metall alcalino-terrós. Els ions de magnesi es troben a la clorofil·la.
- L'alumini (Al) és un metall del bloc p. És el metall més abundant a l'escorça terrestre.
- El silici (Si) és un metaloide. És un semiconductor, que el converteix en el component principal de molts circuits integrats. El diòxid de silici és el principal component de la sorra. Com el carboni és per a la biologia, el silici és per a la geologia.
- El fòsfor (P) és un element no metàl·lic essencial per a l'ADN. És altament reactiu i, com a tal, mai es troba a la natura com a element lliure.
- El sofre (S) és un No-metall. Es troba en dos aminoàcids: la cisteïna i la metionina.
- El clor (Cl) és un halogen. S'utilitza com a desinfectant, especialment a les piscines.
- L'argó (Ar) és un gas noble que el fa gairebé totalment no reactiu. Les làmpades incandescents sovint s'omplen de gasos nobles com l'argó per preservar els filaments a altes temperatures.